# Бенешти (Долж)
Бенешти (рум. Benești) насеље је у Румунији у округу Долж у општини Драготешти. Oпштина се налази на надморској висини од 141 m.

## Становништво
Према подацима из 2002. године у насељу је живело 424 становника, од којих су сви румунске националности.